# Miletus gallus
Miletus gallus är en fjärilsart som beskrevs av De Nicéville 1895. Miletus gallus ingår i släktet Miletus och familjen juvelvingar. Inga underarter finns listade i Catalogue of Life.